# Elfenben
Elfenben er et hårdt, hvidt eller gulligt animalsk materiale, oftest fra elefantens lange runde stødtænder. Det kan dog også komme fra andre dyr som hvalros, vortesvin, narhvaler eller uddøde dyr som mammutter. Anvendelsen har gennem tiderne været udskæringsarbejder som f.eks. skakbrikker, smykker, klavertangenter, som indlæg i møbler samt mindre brugsgenstande som eksempelvis kamme. Traditionelt regnes elfenben fra den Afrikansk skovelefant (Loxodonta cyclotis) som den mest værdifulde.
Elfenben er omfattet af handels- og eksportforbud for at bevare bestanden af elefanter.
Der findes erstatninger for elfenben udover plastik, bl.a. elfenbensnødden.
Elfenben bliver i dag handlet ulovligt på det sorte marked.